# 5 Dywizjon Artylerii Przeciwpancernej (1 DKaw)
5 dywizjon artylerii przeciwpancernej (5 dappanc) – pododdział artylerii przeciwpancernej ludowego Wojska Polskiego.

## Formowanie i zmiany organizacyjne
Sformowany na podstawie rozkazu Naczelnego Dowódcy WP nr 0246/org. z 13 września 1945 w składzie 1 Warszawskiej Dywizji Kawalerii.
Skład osobowy, konie i sprzęt przejęto z rozformowanych pułkowych baterii 45 mm armat ppanc. Pierwszym miejscem postoju były Mścice. Po włączeniu do 1 WDK dywizjon stacjonował w Mińsku Mazowieckim.
Proporczyk na lance i na mundur pomarańczowo-czarny.

## Dowództwo dywizjonu
dowódcy dywizjonu
- mjr Leonid Krawczenko (od 31 grudnia 1945)
- ppłk Aleksander Kochniuk (od 11 listopada 1946)

zastępcy ds. polityczno – wychowawczych
- ppor. Antoni Florkow (od 5 listopada 1945)
- chor. Czesław Nawrot (od 10 kwietnia 1946)
- chor. Witold Franciszek (od 2 czerwca 1946)
- ppor. Tadeusz Kuczyński (od 24 lipca 1946)
- por. Kazimierz Iwanicki (od 10 kwietnia 1946)

szefowie sztabu
- ppor. Jan Piasecki (od 5 listopada 1945)
- ppor. Władysław Wadas (od 24 czerwca 1946)